# Johanna Gadski
Johanna Emilia Agnes Gadski, także Gadsky (ur. 15 czerwca 1872 w Anklam, zm. 22 lutego 1932 w Berlinie) – niemiecka śpiewaczka, sopran.

## Życiorys
Studia wokalne odbyła w Szczecinie, zadebiutowała na scenie w 1889 roku w berlińskiej Krolloper. W 1895 roku wyjechała do Nowego Jorku, gdzie występowała z Damrosch Opera Company pod batutą Waltera Damroscha, kreując m.in. rolę Elzy w Lohengrinie Richarda Wagnera. W latach 1898–1904 występowała w Metropolitan Opera m.in. jako Brunhilda w Pierścieniu Nibelunga i Izolda w Tristanie i Izoldzie. Od 1898 do 1901 roku śpiewała także w Covent Garden Theatre w Londynie. W latach 1904–1906 odbyła tournée koncertowe po Stanach Zjednoczonych, następnie do 1917 roku występowała ponownie w Metropolitan Opera. W 1917 roku wróciła do Niemiec, po tym jak jej mąż Hans Tauscher został deportowany ze Stanów Zjednoczonych po wypowiedzeniu przez ten kraj wojny Niemcom. W kolejnych latach działała w Berlinie. W latach 1929–1931 ponownie odbyła tournée po Stanach Zjednoczonych. Zginęła w wypadku samochodowym.
Zasłynęła głównie jako wykonawczyni ról w operach Richarda Wagnera, wykonywała też partie z oper Giuseppe Verdiego, Ch.W. Glucka, C.M. von Webera, Richarda Straussa. Dokonała licznych nagrań dla wytwórni RCA.